# 6
Anul 6 începe, conform calendarului iulian, într-o zi de vineri. Este anul consulatului lui Lepidus  și Lucius Arruntius. 
A fost un an marcat de dezastre la nivel global:  în Imperiul Roman (foamete, incendii, probleme financiare, războaie cu germanicii,  revolte precum răscoala iudaică a lui Iuda Galileanul sau marea revoltă illirică), Imperiul Part (uciderea regelui Orodes al III-lea)  și în  Imperiul Han (moartea împăratului Ping Di, urmată de revolte agrariene împotriva lui Wang Mang, cel care deține de facto puterea în China). 

## Evenimente

#### Imperiul Roman

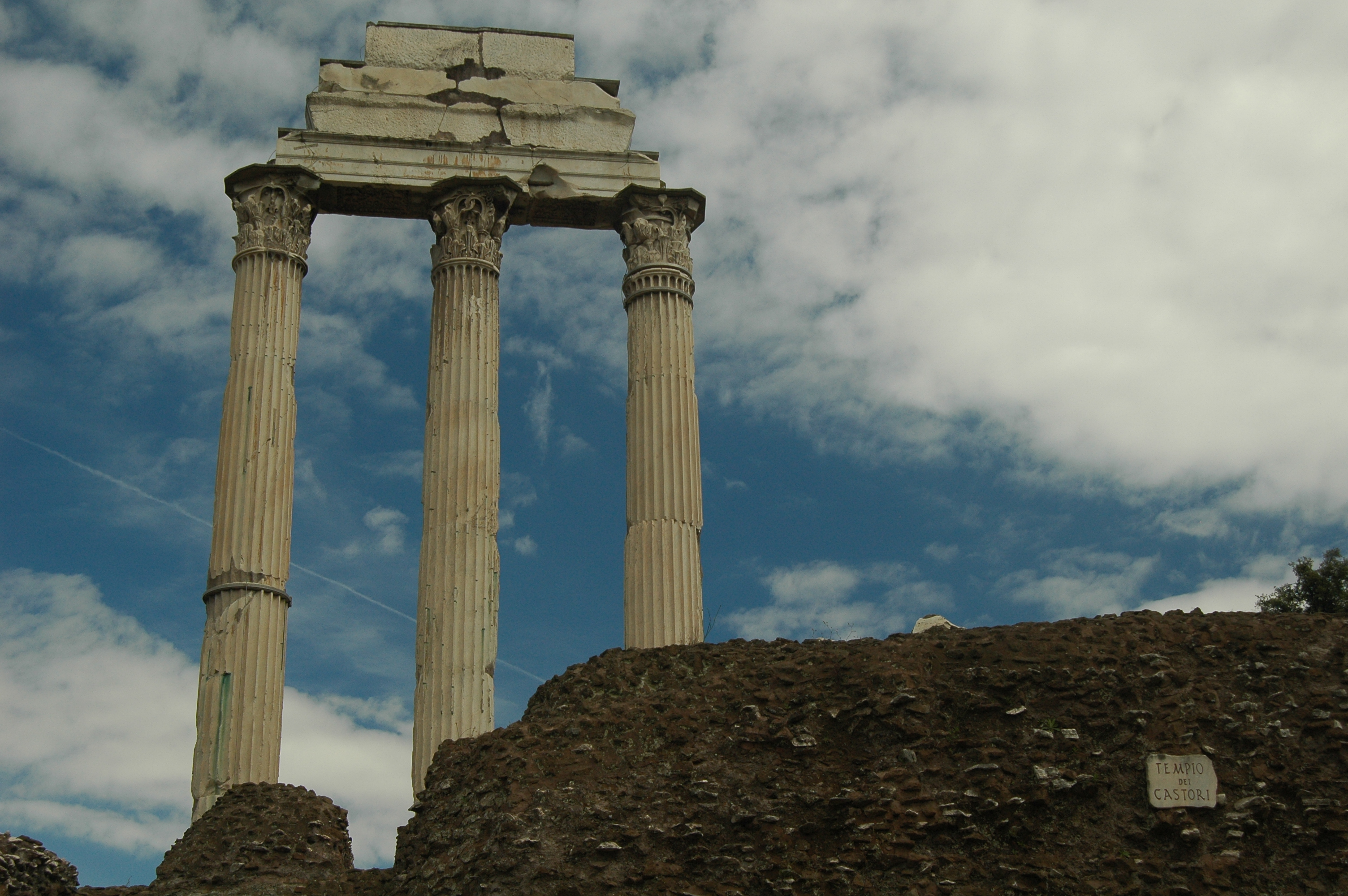
Templul lui Castor si Pollux de la Roma

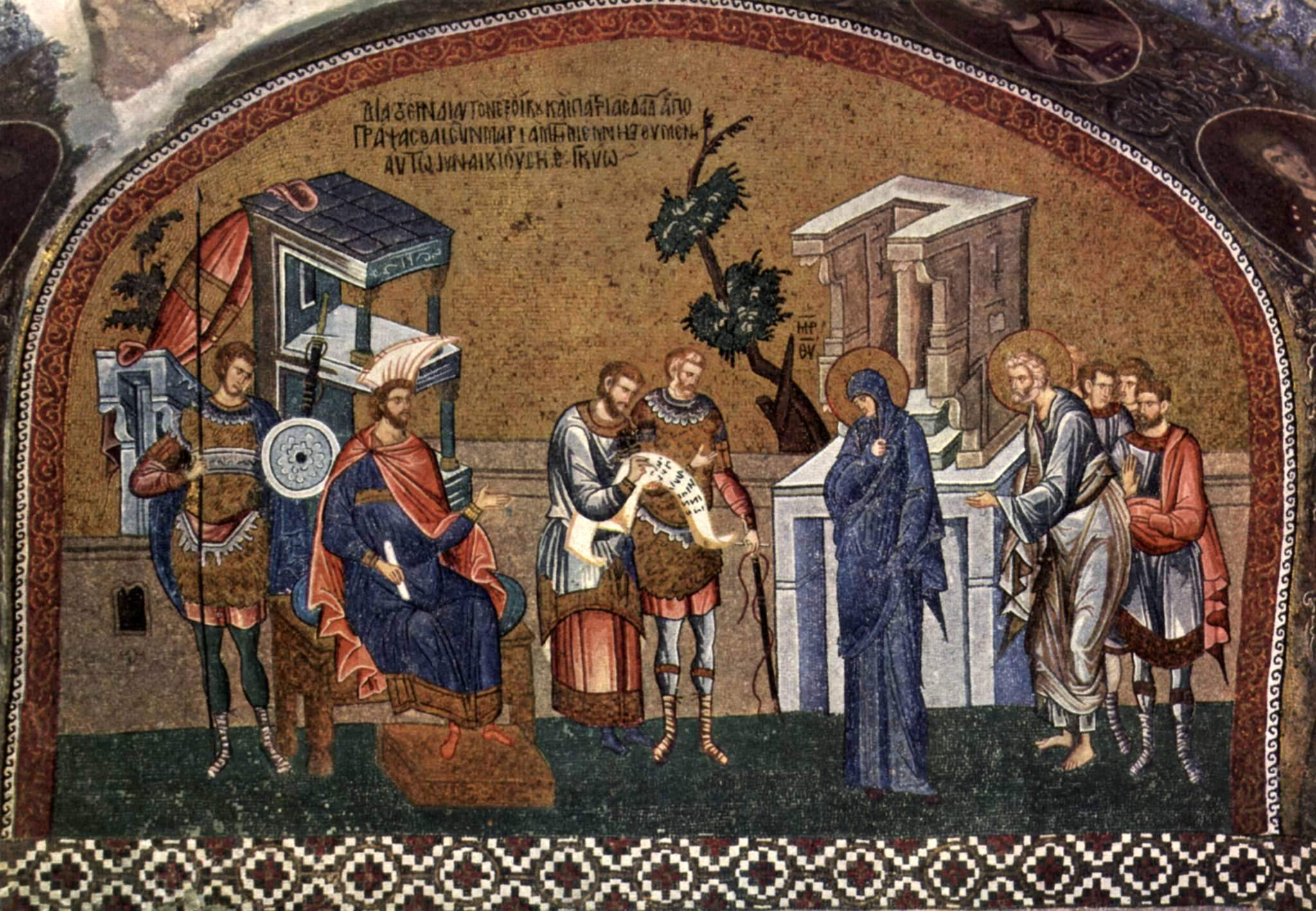
Recensamantul guvernatorului Siriei, Quirinius. In mozaicul de la Instanbul apar Fecioara Maria si Iosif care se inscriu la recensamant

- Augustus crează un fond "aerarium militare" de 170 milioane de sesterți, menit să plătească compensațiile pensiile legionarilor retrași și veteranilor militari, fond finanțat cu 5% din taxe.
- Augustus l-a exilat pe Agripopa Postumus, unul dintre fii săi adoptați, în insula Planasia.
- Dardanii sunt subjugați de romani și Moesia devine provincie romană.
- Din cauza foametei din Roma, Augustus dublează rațiile de grâu distribuit populației, își eliberează sclavii și bagă Senatul într-o recesiune constantă.
- Este construit fortul care va sta la baza clădirii orașului Wiesbaden.
- Gaius Caecina Severus devine guvernatorul Moesiei.
- Irod Arhelau, etnarchul Samariei, Iudeeii și Idumeeii, este înlăturat de la putere și exilat la Vienne, în Galia.
- Iudeea devine provincie romană. Publius Sulpicius Quirinius devine guvernatorul Siriei și inițiază un recensământ în Iudeea conform istoricului Josephus și Evangheliei lui Luca, rezultând o răscoală condusă de Iuda Galileanul, sprijinit de fariseul Zadok. Revolta este reprimată sângeros, rebelii sunt crucificați în masă, și ia naștere mișcarea zeloților, ai căror membri îl consideră pe Yahweh, zeul iudaismului, unicul lor stăpân.
- Marcus Plautius Silvanus devine guvernatorul Galatiei și Pamphyliei.
- O campanie de pamflete lansată la Roma îl batjocorește pe Augustus. Publius Plautius Rufus este pus sub acuzare, dar este găsit nevinovat.
- Tiberius dedică un templu lui Castor și Pollux la Roma.
- Tiberius transformă Carnuntum într-o bază de operațiuni împotriva populației germanice Maroboduus, legiunea romană Valeria Victrix XX se luptă la comanda lui Tiberius împotriva marcomanilor.
- Triburile ilirice din Dalmația și Pannonia se revoltă. Revoltă ilirică este oprită de trupele romane la comanda lui Tiberius.
- Un incendiu catastrofal are loc la Roma. Augustus inițiază măsuri pentru construirea unui sistem de barăci, numite vigiles, care să stingă incendiile din oraș, fiind  primul serviciu de pompieri din istorie.

#### Iran
- Șahul Parthiei, Orodes al III-lea, este ucis și este succedat de Vonones I.

#### China
- ianuarie: Are loc ocultația planetei Marte de către Lună. Ascunderea planetei roșii de către Lună îi fac pe chinezi să se teamă pentru viața tânărului împărat Ping Di.
- februarie: împăratul Ping Di moare în mod neașteptat la vârsta de 14 ani. Wang Mang alege un nou împărat, Ruzi Ying, în vârstă de 2 ani. Începe era Jushe pentru dinastia Han.
- mai-iunie: Clanul imperial Liu suspectează intențiile lui Wang Mang și izbucnesc răscoale agrariene conduse de Liu Chong, și Ang-Zong.

## Nașteri
- Ioan, apostol, mistic evreu creștin (d. ?)
- Gaius Manlius Valens, senator și consul roman (d. 96)
- Marcus Aemilius Lepidus, politician roman (d. 39 î.Hr.)
- Matthias, preot și guvernator evreu (d. 70 î.Hr.)
- Milonia Caesonia, împărăteasă romană (d. 41 î.Hr.)
- Nero Caesar, fiul lui Germanicus și al Agrippinei (d. ?)

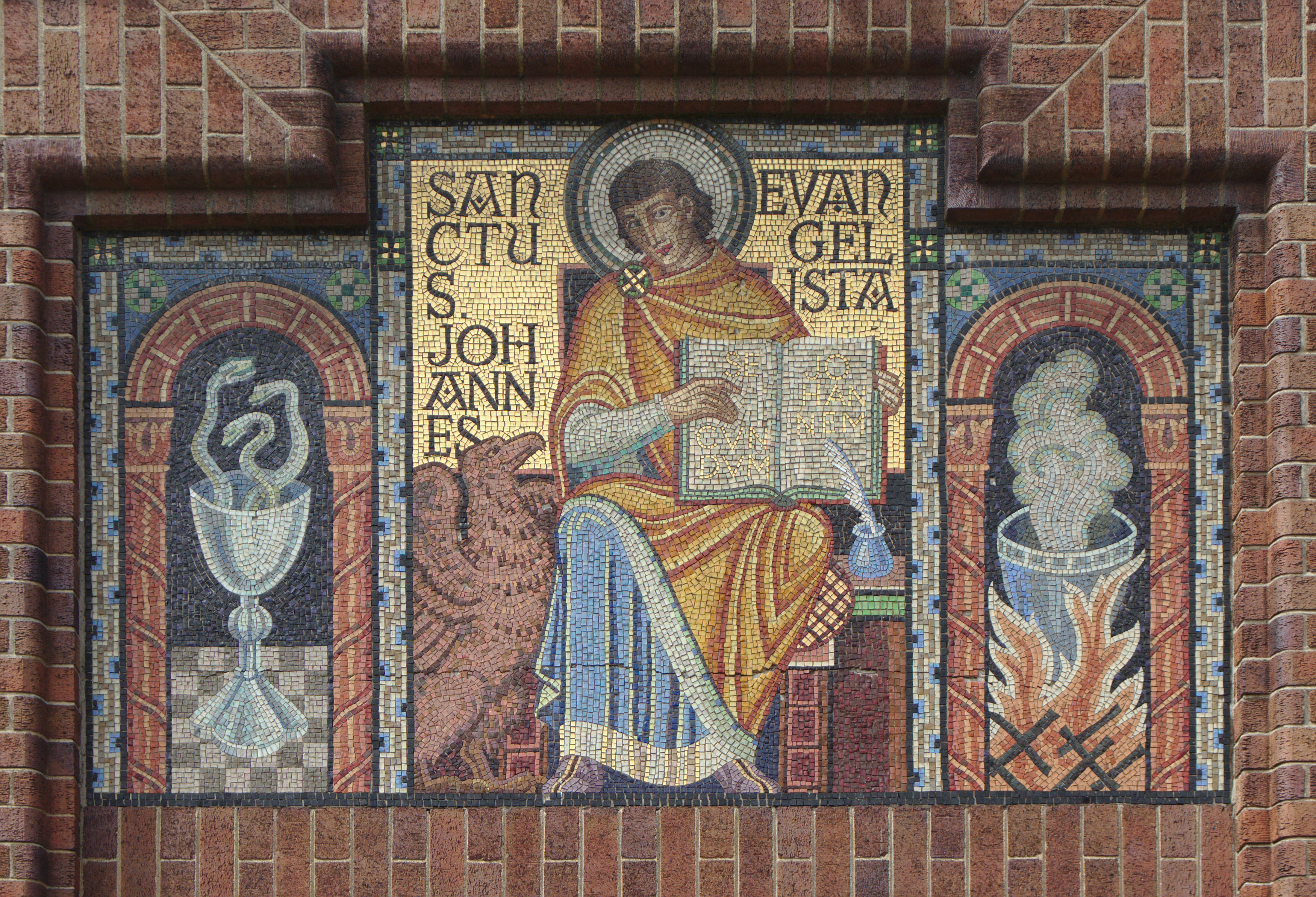
Ioan Evanghelistul
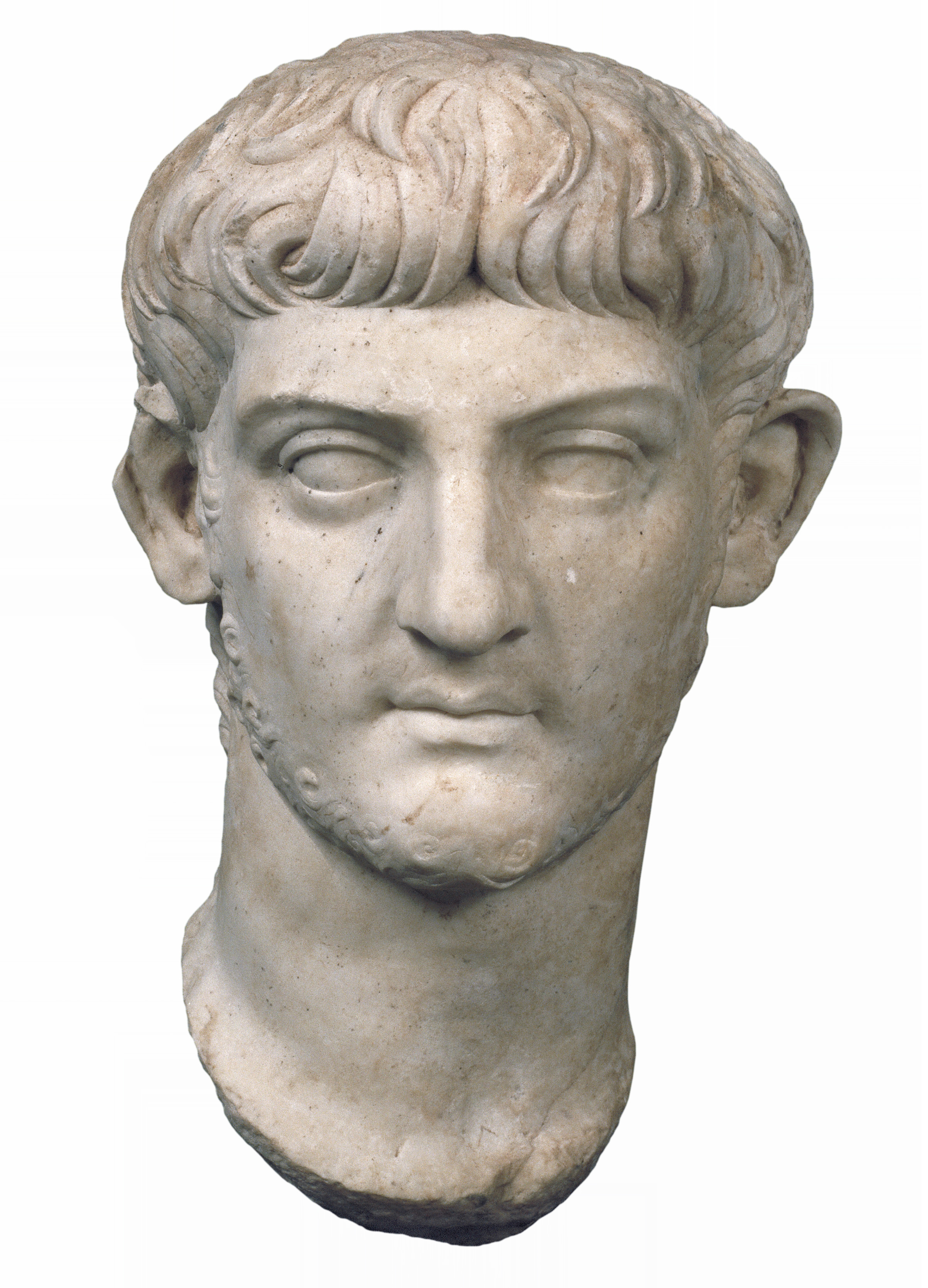
Nero Cezar

## Decese
- Cleopatra Selene, conducătoare egipteană în Cirenaica și Libia (n. ?)
- Orodes III, șah al imperiului part (n. ?)
- Ping, împărat chinez (n. ?)
- Terentia, soția lui Marcus Tullius Cicero (n. 98 î.Hr.)